# François de Rugy
François de Rugy (født 6. december 1973) er en grøn fransk politiker fra Parti écologiste (PÉ) (siden 2015) og fra La République en marche ! (LREM) (siden 2017)
Han var medlem af Génération écologie (GE eller GÉ) i 1991–1994, af De Grønne i 1997 – 2010 og af Europe Écologie Les Verts i 2010–2015.
Siden 2. september 2015 har han været formand for Parti écologiste.

## Medlem af Nationalforsamlingen
François de Rugy var formand for Nationalforsamlingen fra 27. juni 2017 til 4. september 2018.
Han var medlem af Nationalforsamlingen fra den 20. juni 2007 til den 5. oktober 2018 og igen fra 17. august 2019. Han repræsenterede den 1. valgkreds i departementet Loire-Atlantique.
Fra 2007 til 2011 var han medlem af Det demokratiske og republikanske venstre (GDR). Det næste år stod han udenfor grupperne.
Fra 2012 til 2017 eksisterede der for første gang en Økologisk Gruppe i Nationalforsamlingen. Gruppen besluttede, at Barbara Pompili og François de Rugy begge to skulle være medformænd. I Nationalforsamlingens forretningsorden var dette dog ikke tilladt. I stedet skiftedes de til at være formænd.
Fra 2016 til 2017 var François de Rugy medlem af Den socialistiske Gruppe. Derefter tilsluttede han sig LREMs gruppe.

## Medlem afEmmanuel Macronsregering
Fra 4. september 2018 til 16. juli 2019 var François de Rugy 'Minister for økologisk og social Omstilling' i Regeringen Édouard Philippe II.
Den 17. august 2019 blev han igen medlem af Nationalforsamlingen.
1. ↑  Navnet er anført på engelsk og stammer fra Wikidata hvor navnet endnu ikke findes på dansk.
2. ↑  Navnet er anført på engelsk og stammer fra Wikidata hvor navnet endnu ikke findes på dansk.
3. ↑  Navnet er anført på engelsk og stammer fra Wikidata hvor navnet endnu ikke findes på dansk.